# The Last Supper
The Last Supper jedanaesti je studijski album njemačkog heavy metal-sastava Grave Digger. Diskografska kuća Nuclear Blast Records objavila ga je 17. siječnja 2005. Tekstovi pjesmama govore o posljednjim danima Isusa Krista.

## Popis pjesama
Tekstovi: Chris Boltendahl, glazba: Grave Digger.
| 1.    | »Passion« (instrumentalna skladba) | 1:19 |
| 2.    | »The Last Supper«                  | 5:27 |
| 3.    | »Desert Rose«                      | 4:19 |
| 4.    | »Grave in the No Man's Land«       | 4:10 |
| 5.    | »Hell to Pay«                      | 3:47 |
| 6.    | »Soul Savior«                      | 4:10 |
| 7.    | »Crucified«                        | 7:00 |
| 8.    | »Divided Cross«                    | 3:53 |
| 9.    | »The Night Before«                 | 3:29 |
| 10.   | »Black Widows«                     | 4:22 |
| 11.   | »Hundred Days«                     | 4:16 |
| 12.   | »Always and Eternally«             | 5:30 |
| 51:42 |                                    |      |

| Bonus pjesme na digipak izdanju | Bonus pjesme na digipak izdanju | Bonus pjesme na digipak izdanju | Bonus pjesme na digipak izdanju | Bonus pjesme na digipak izdanju | Bonus pjesme na digipak izdanju | Bonus pjesme na digipak izdanju | Bonus pjesme na digipak izdanju | Bonus pjesme na digipak izdanju | Bonus pjesme na digipak izdanju |
| Br.                             | Skladba                         | Trajanje                        |                                 |                                 |                                 |                                 |                                 |                                 |                                 |
| ------------------------------- | ------------------------------- | ------------------------------- | ------------------------------- | ------------------------------- | ------------------------------- | ------------------------------- | ------------------------------- | ------------------------------- | ------------------------------- |
| 13.                             | »Sleepless«                     | 3:31                            |                                 |                                 |                                 |                                 |                                 |                                 |                                 |
| 14.                             | »Jeepers Creepers«              | 3:54                            |                                 |                                 |                                 |                                 |                                 |                                 |                                 |
| 59:07                           |                                 |                                 |                                 |                                 |                                 |                                 |                                 |                                 |                                 |

## Zasluge
| Grave Digger - Chris Boltendahl – vokal, prateći vokal, produkcija - Manni Schmidt – gitara, produkcija - Jens Becker – bas-gitara - H.P. Katzenburg – klavijature - Stefan Arnold – bubnjevi Dodatni glazbenici - Hacky Hackmann – prateći vokal | Ostalo osoblje - Jörg Umbreit – produkcija, inženjer zvuka - Vincent Sorg – inženjer zvuka, mastering - Stefan Malzkorn – fotografije - Gyula Havencsák – grafički dizajn |